# ファイアストン
ブリヂストン・アメリカズ・インク（Bridgestone Americas, Inc.）は、元アメリカ合衆国のゴム、タイヤメーカーで、現在は日本に本籍を置くブリヂストン社の北米におけるタイヤ製造・卸売事業子会社。
旧社名はブリヂストン・ファイアストン・ノースアメリカン・タイヤ（Bridgestone Firestone North American Tire, LLC)。

## 概要・沿革
同社は19世紀後半にドイツ系アメリカ人のハーベイ・ファイアストーンによって設立された。ファイアストンはすぐにヘンリー・フォードによる自動車の大量生産によって、タイヤ市場の巨大な可能性を理解した。ファイアストンはフォード・モーターと関係を深め純正タイヤサプライヤーとなり、市場における交換タイヤの販売においても活発に活動した。
ファイアストンの起源はオハイオ州アクロンに始まった。同市はライバル会社のグッドイヤー・タイヤ・アンド・ラバーの本拠でもあった。両社は75年以上もの間、北米市場における自動車タイヤの最大サプライヤーであった。しかしながら1970年代の終わりにファイアストンは自社製品の「ファイアストン500」に関する大量の訴訟を発端に業績が悪化し、日本のライバル会社であるブリヂストン社によって1988年に買収されることとなる。尚、経営統合した後の北米本社はテネシー州ナッシュビルに位置する。
吸収合併後も訴訟問題は終わらず、2000年にはウィルダネスAT、ファイアストンATXおよびATX IIに関し、多数の訴訟および自主回収が行われ、当該タイヤを純正指定装着していた車のメーカーのフォード社とも訴訟問題に発展した。
しかし2005年10月に、ファイアストンが実施したタイヤ自主回収、及びフォード社が行ったタイヤ交換プログラムに関連する費用精算を含む事項などで、ファイアストンはフォード社と和解した。
なお、ファイアストンおよびその親会社ブリヂストンはともにstoneで終わって、名前が似ているがともにそれぞれの創業者に由来している。（ブリヂストンは創業者の苗字である石橋を英語に変換して順番を入れ替えたものである）。戦前の1933年には、ファイアストンはブリヂストンを社名が似ているとして訴えたこともあった。しかしその時は「創業者の名をそのまま英訳したものにすぎない」というブリヂストン側の主張が通り、ファイアストン側の敗訴となった。

## 軍需産業
1951年、ファイアストン・タイヤ・アンド・ラバー（当時）はアメリカ陸軍からMGM-5 コーポラルの製造契約を受領し、初期生産分の200基の注文に対して合計6,888,796 USドルの契約金が支払われた。このミサイルは、アメリカ陸軍初の弾道ミサイルとして知られ、核弾頭を搭載できる地対地誘導ミサイルであった。また、東ヨーロッパでの冷戦対立における有事の際の使用を想定されていた。コーポラル・ミサイルは、1962年から1964年にかけてMGM-29 サージェント・ミサイル・システムに置き換えられている。

## その他
- 同社は35年間にわたってラジオおよびテレビ番組「ザ・ヴォイス・オブ・ファイアストーン」のスポンサーを行った。
- 同社は主としてアメリカ国内でのモータースポーツに「ファイアーホーク」（Firehawk ）のブランド名で製品を投入している。
- 1926年に西アフリカのリベリアのハーベル市にリベリア政府と99年間の貸与契約を結んで、現地人約9,000人の労働者を雇って、世界最大のゴム農園（総面積3万6500ha）を開発していたが、過酷な労働による問題も発生している。不況により1988年に日本のブリヂストン社が同社を買収した事により、このゴム農園もブリヂストン社の所有のものとなるが、現地管理はアメリカ人が行っていた。1990年内戦で反政府勢力のリベリア国民愛国戦線 (NPFL) に占領され、農園の労働者も戦闘に巻き込まれ大勢殺されている。以降、ゴム農園の開発は停止したままだった。その後、ゴム農園ではたびたび戦闘が行われていたが、1997年ゴム農園から合法的な輸出活動が再開された。